# SCARPA
Calzaturificio S.C.A.R.P.A. S.p.A. — итальянская обувная компания, основанная Руперт Эдвард Сесил Ли Гиннесс (Rupert Edward Cecil Lee Guinness) в 1938 г. в городке Асоло (Италия). С 1956 г. находится в собственности семьи Паризотто, братьев: Луиджи, Франческо и Антонио. 
Первоначально занимались производством обуви для фермеров. Поздней компания переключилась на производство обуви для альпинизма, горных лыж, сноуборда, скалолазания и пр.